# Franco Niell
Franco Niell (ur. 22 maja 1983 w Trelew) – argentyński piłkarz występujący najczęściej na pozycji napastnika, obecnie zawodnik brazylijskiego Figueirense.

## Kariera klubowa
Niell jest wychowankiem zespołu San Lorenzo de Almagro ze stołecznego argentyńskiego Buenos Aires, jednak w 2001 roku przeniósł się do innego klubu z tego miasta, Argentinos Juniors. Do seniorskiej drużyny Argentinos został włączony w wieku 21 lat. W argentyńskiej Primera División zadebiutował 4 grudnia 2004 w wygranym 3:1 domowym spotkaniu z Colónem, pojawiając się na placu gry w 86 minucie i trzy minuty później zdobywając swoją pierwszą bramkę w seniorskiej karierze. Najbardziej udanym sezonem pod względem osiągnięć strzeleckim były dla Niella rozgrywki Clausura 2006, kiedy to zdobył 6 bramek w 18 meczach ligowych.
Rundę wiosenną sezonu 2008 Niell spędził na półrocznym wypożyczeniu w amerykańskim zespole z Waszyngtonu, D.C. United. Nie osiągnął z nim większych sukcesów w Major League Soccer, w której rozegrał 7 spotkań bez zdobyczy bramkowej, natomiast w rozgrywkach Pucharu Mistrzów CONCACAF doszedł do dwumeczu półfinałowego, gdzie wpisał się na listę strzelców w wygranym 2:1 spotkaniu z meksykańską Pachucą.
Latem 2008 Niell na zasadzie rocznego wypożyczenia zasilił argentyńskiego pierwszoligowca Gimnasia La Plata. Przez ten czas regularnie pojawiał się w wyjściowej jedenastce Gimnasii, jednak na koniec sezonu zajął z nią dopiero osiemnaste miejsce w tabeli sumarycznej. W barażach o utrzymanie w Primera División jego dwa gole wbite Atlético Rafaela uratowały drużynę z La Platy przed spadkiem na zaplecze najwyższej klasy rozgrywkowej.
W letnim okienku transferowym 2009 władze Argentinos Juniors postanowiły ponownie wypożyczyć Niella, tym razem do Deportivo Quito z Ekwadoru, gdzie trenerem był rodak zawodnika, Argentyńczyk Rubén Darío Insúa. Już w swoim premierowym sezonie wywalczył z Deportivo tytuł mistrza kraju, pełniąc jednak na ogół funkcję rezerwowego. Wiosną 2010 wziął udział w pierwszym południowoamerykańskim turnieju międzynarodowym w karierze, Copa Libertadores, gdzie jego zespół odpadł już w fazie grupowej.
Po powrocie z Ekwadoru do Argentinos Juniors Niell został podstawowym piłkarzem drużyny. Nie wywalczył z nią żadnego trofeum, jednak brał udział w turniejach międzynarodowych, takich jak Copa Sudamericana 2010 (2 mecze, runda wstępna) i Copa Libertadores 2011 (6 meczów, 4 gole, faza grupowa). W sezonie 2010/2011 rozegrał 30 meczów w lidze argentyńskiej, notując 8 trafień.
Latem 2011 Niell podpisał kontrakt z meksykańskim Querétaro FC. W meksykańskiej Primera División zadebiutował 24 lipca 2011 w przegranym 1:2 meczu z Américą i w doliczonym czasie gry strzelił honorowego gola dla swojej drużyny. Osiągnął z nią także sukces w postaci pierwszego w historii klubu awansu do ligowej fazy play–off.
W styczniu 2012 Niell przeszedł do brazylijskiego pierwszoligowca Figueirense FC.
| Sezon     | Klub               | Kraj              | Rozgrywki                     | Mecze | Bramki |
| --------- | ------------------ | ----------------- | ----------------------------- | ----- | ------ |
| 2004/2005 | Argentinos Juniors | Argentyna         | Primera División              | 4     | 1      |
| 2005/2006 | Argentinos Juniors | Argentyna         | Primera División              | 27    | 6      |
| 2006/2007 | Argentinos Juniors | Argentyna         | Primera División              | 18    | 2      |
| 2007/2008 | Argentinos Juniors | Argentyna         | Primera División              | 9     | 1      |
| 2008      | D.C. United        | Stany Zjednoczone | Major League Soccer           | 7     | 0      |
| 2008/2009 | Gimnasia La Plata  | Argentyna         | Primera División              | 29    | 4      |
| 2009      | Deportivo Quito    | Ekwador           | Serie A                       | 16    | 1      |
| 2010      | Deportivo Quito    | Ekwador           | Serie A                       | 16    | 1      |
| 2010/2011 | Argentinos Juniors | Argentyna         | Primera División              | 30    | 8      |
| 2011/2012 | Querétaro FC       | Meksyk            | Primera División              | 18    | 3      |
| 2012      | Figueirense FC     | Brazylia          | Campeonato Brasileiro Série A |       |        |